# FC Remscheid
Fußball-Club Remscheid e. V. – niemiecki klub piłkarski z siedzibą w mieście Remscheid, występujący w Bezirkslidze Niederrhein, stanowiącej szósty poziom rozgrywek w Niemczech.

## Historia
Klub został założony w 1908 roku jako BV 08 Lüttringhausen. W sezonach 1982/1983 oraz 1983/1984 występował w 2. Bundeslidze, a potem spadł do Oberligi. W 1985 roku zmienił nazwę na BVL 08 Remscheid i pod tym szyldem wywalczył awans do 2. Bundesligi w sezonie 1986/1987. W sezonie 1987/1988 zajął w niej 18. miejsce i ponownie spadł do Oberligi. W 1990 roku doszło do fuzji BVL 08 Remscheid i VfB Remscheid, tworząc FC Remscheid. W sezonie 1990/1991 klub ten wygrał rozgrywki Oberligi i awansował do 2. Bundesligi. Spędził w niej dwa sezony, po czym spadł do Oberligi.

## Reprezentanci kraju grający w klubie
- Alban Bushi
- Elvedin Beganović
- Roman Sedláček
- Thomas Boakye
- Alexander Opoku
- Yahiro Kazama
- Sigitas Jakubauskas

## Występy w2. Bundeslidze
| Sezon     | Poziom | Liga               | Miejsce      |
| --------- | ------ | ------------------ | ------------ |
| 1982/1983 | 2      | 2. Bundesliga      | 13.          |
| 1983/1984 | 2      | 2. Bundesliga      | 20. (spadek) |
| 1987/1988 | 2      | 2. Bundesliga      | 18. (spadek) |
| 1991/1992 | 2      | 2. Bundesliga Nord | 8.           |
| 1992/1993 | 2      | 2. Bundesliga      | 23. (spadek) |